# Вепш (Сілезьке воєводство)
Вепш (пол. Wieprz) — село в Польщі, у гміні Радзехови-Вепш Живецького повіту Сілезького воєводства.
Населення — 3670 осіб (2011).
У 1975-1998 роках село належало до Бельського воєводства.

## Демографія
Демографічна структура станом на 31 березня 2011 року:
|          | Загалом | Допрацездатний вік | Працездатний вік | Постпрацездатний вік |
| -------- | ------- | ------------------ | ---------------- | -------------------- |
| Чоловіки | 1812    | 371                | 1262             | 179                  |
| Жінки    | 1858    | 392                | 1087             | 379                  |
| Разом    | 3670    | 763                | 2349             | 558                  |